# 언포기븐 (1960년 영화)
언포기븐(The Unforgiven)은 미국에서 제작된 존 휴스턴 감독의 1960년 서부, 드라마, 멜로/로맨스 영화이다. 버트 랜캐스터 등이 주연으로 출연하였고 제임스 힐 등이 제작에 참여하였다.

## 줄거리
텍사스 개척지에서 아버지 윌이 카이오와족에게 사망하면서 벤이 가장이 된다. 어느 날 입양 딸 레이철이 카이오와족이라는 사실이 밝혀진다.

## 출연

### 주연
- 버트 랜캐스터 - 벤 재커리, 장남 역
- 오드리 헵번 - 레이철 재커리, 입양 딸 역

### 조연
- 오디 머피 - 캐시 재커리 역
- 존 색슨 - 자니 포추걸 역
- 찰스 빅퍼드 - 젭 롤린스, 벤의 사업 동료 역
- 릴리언 기시 - 마틸다 재커리, 어머니 역
- 앨버트 서미 - 찰리 롤린스, 젭 롤린스의 아들 역
- 조지프 와이즈먼 - 에이브 켈시 역
- 준 워커
- 킵 해밀턴 - 조지아 롤린스 역
- 아널드 메릿
- 더그 매클루어 - 앤디 재커리 역
- 칼로스 리배스 - 로스트 버드 역

## 제작진
- 공동제작: 해럴드 헥트
- 공동제작: 버트 랜캐스터
- 미술: 스티븐 B. 그라임스
- 의상: 도러시 제이킨스